# Acanthopagrus randalli
Acanthopagrus randalli е вид лъчеперка от семейство Sparidae.

## Разпространение
Видът е разпространен в Бахрейн, Ирак, Иран, Катар, Кувейт, Обединени арабски емирства, Оман, Пакистан и Саудитска Арабия.

## Описание
На дължина достигат до 32,2 cm.